# Медвин дуб

Ме́двин дуб — ботанічна пам'ятка природи місцевого значення в Україні. Розташована на території Медвинської сільської громади Білоцерківського району Київської області, в селі Медвин.
Площа 0,02 га. Статус присвоєно згідно з рішенням 35 сесії Київської обласної ради V скликання від 21.10.2010 року № 866-35-V з ініціативи  Київського еколого-культурного центру. Перебуває у віданні: Медвинська сільська рада.

## Характеристики
Статус присвоєно для збереження одного екземпляра дуба віком 600 років. Висота — 25 м, охоплення — 6,10 м. Один з наймальовничіших дубів Київської області.

## Ресурси Інтернету
- Фотогалерея самых старых и выдающихся деревьев Украины  [Архівовано 8 квітня 2014 у Wayback Machine.]